# Saint-Pardoux-de-Drône
Saint-Pardoux-de-Drône is een gemeente in het Franse departement Dordogne (regio Nouvelle-Aquitaine) en telt 215 inwoners (1999). De plaats maakt deel uit van het arrondissement Périgueux.

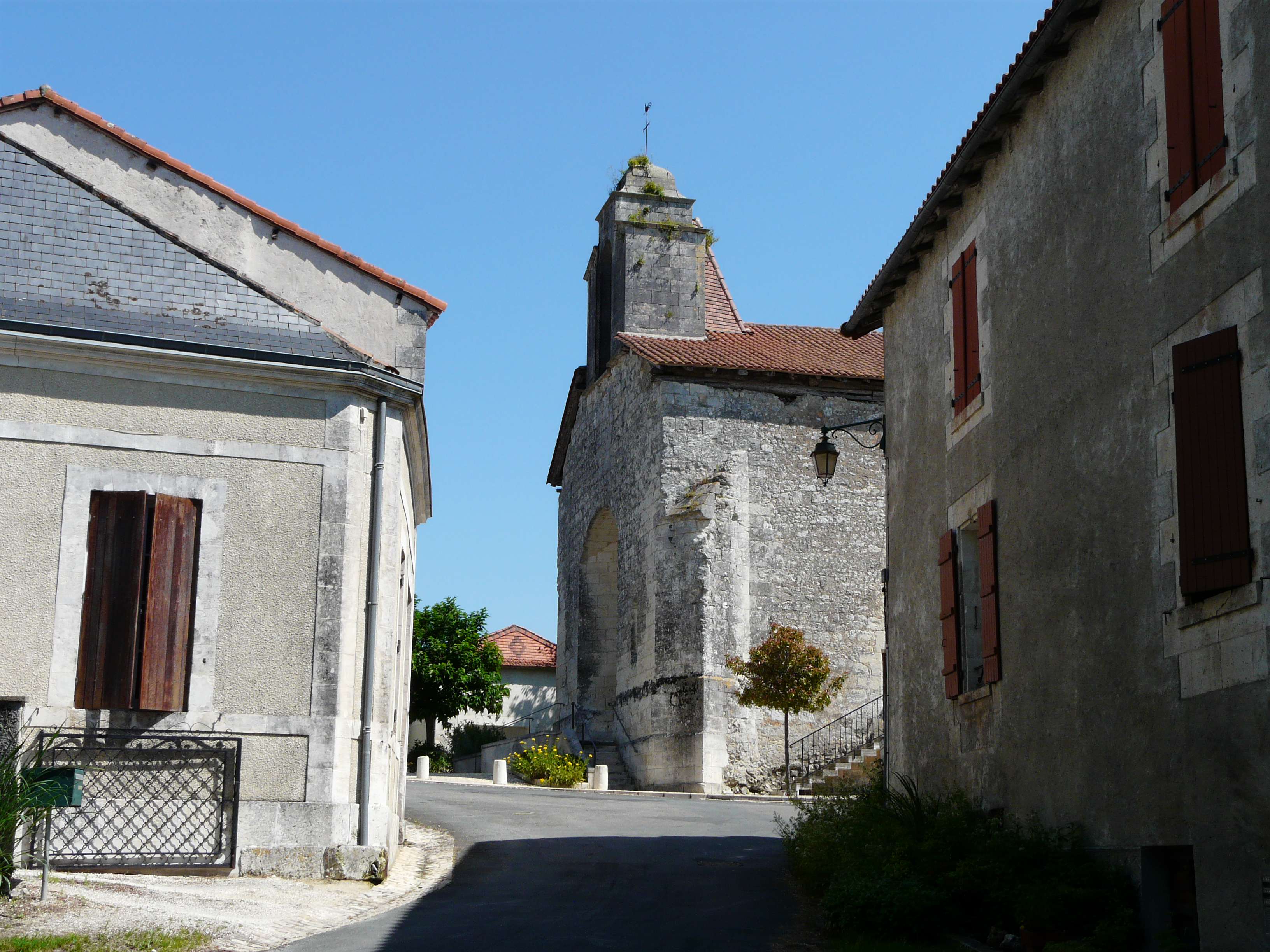
Saint-Pardoux-de-Drône
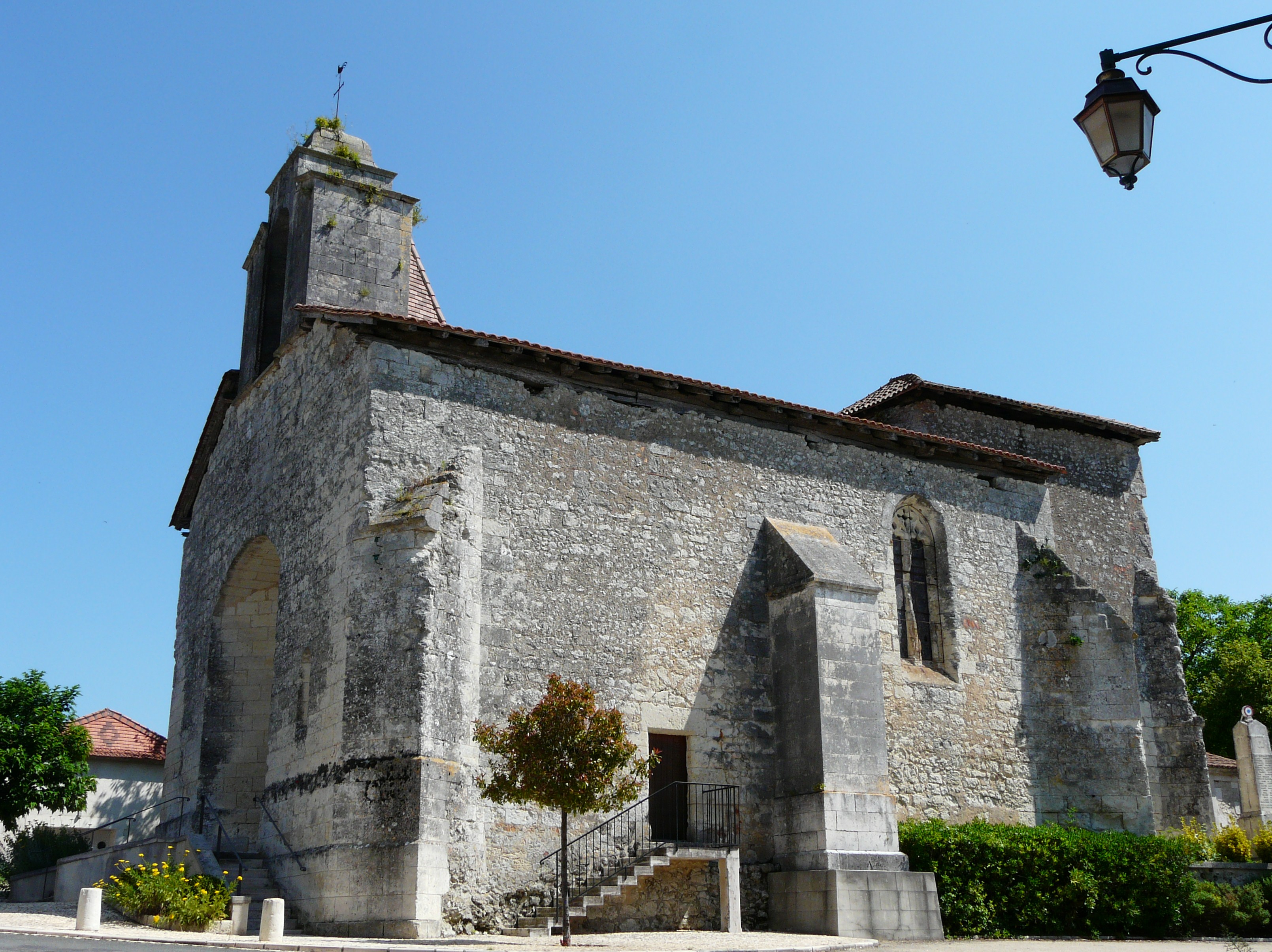
Kerk van Saint-Pardoux-de-Drône
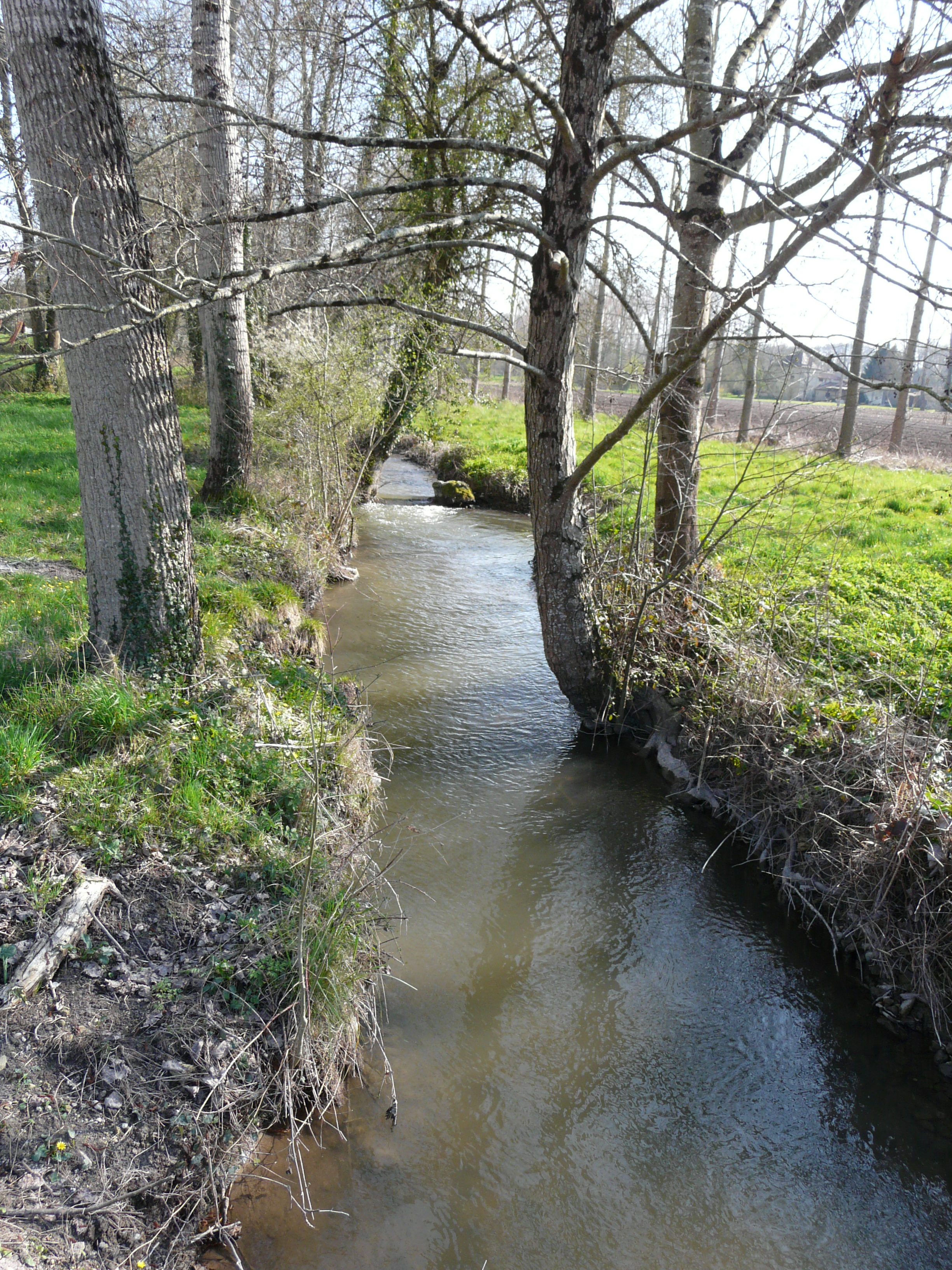
De Peychay
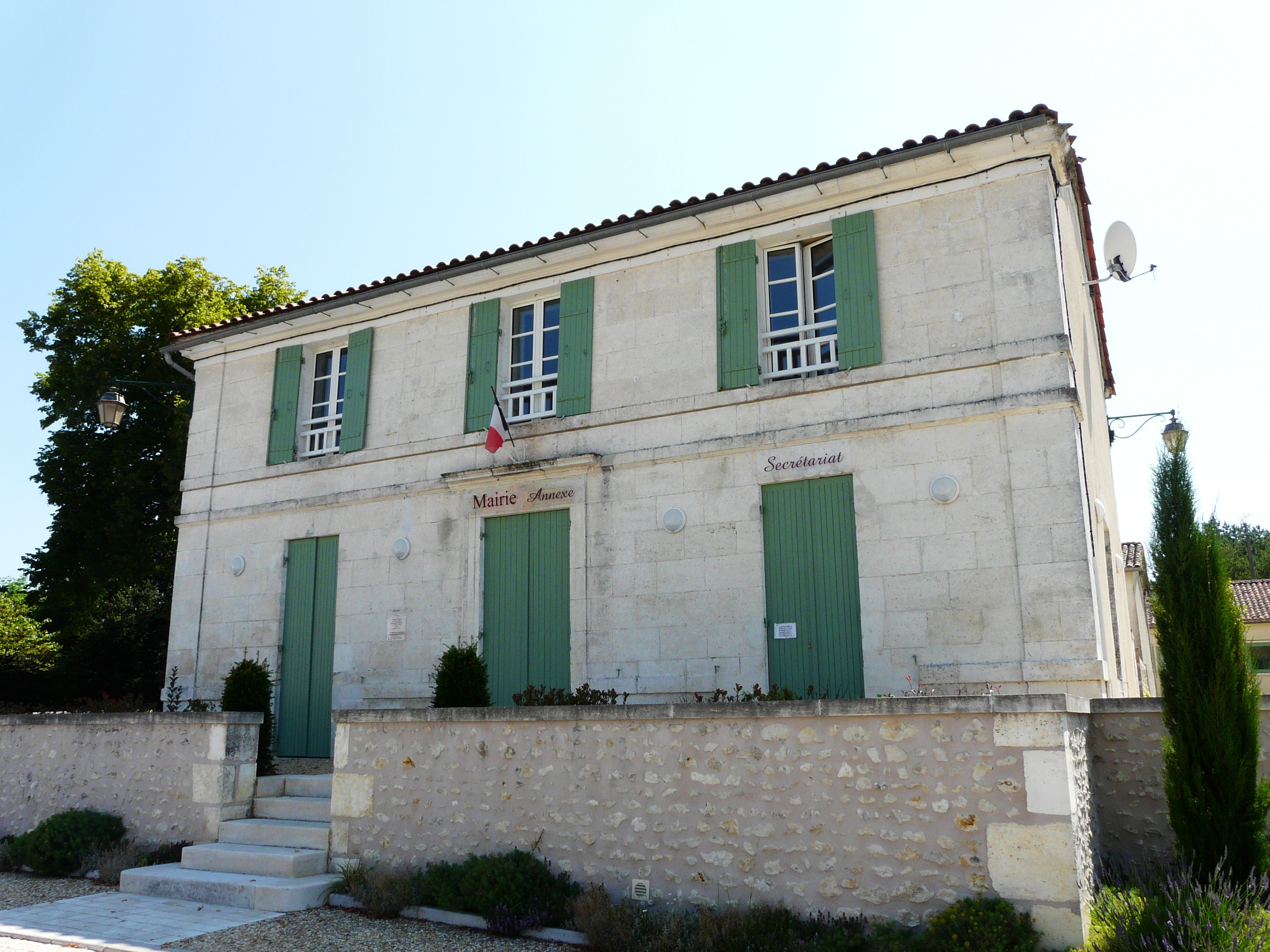
Gemeentehuis

## Geografie
De oppervlakte van Saint-Pardoux-de-Drône bedraagt 8,7 km², de bevolkingsdichtheid is 24,7 inwoners per km².
De onderstaande kaart toont de ligging van Saint-Pardoux-de-Drône met de belangrijkste infrastructuur en aangrenzende gemeenten.

## Demografie
Onderstaande figuur toont het verloop van het inwonertal (bron: INSEE-tellingen).

1. ↑  Populations de référence 2022.